# Leuchtturm Vuurduin
Vuurduin ist der Name des niederländischen Leuchtturms auf der Wattenmeerinsel Vlieland. Trotz seiner geringen Größe ergibt sich durch seine erhöhte Lage auf der Vuurboetsduin eine Lichthöhe von rund 54 Meter über dem Meeresspiegel.

## Geschichte
Der älteste bekannte Hinweis auf ein Leuchtfeuer der Insel Vlieland stammt aus dem Jahr 1462. Bevor der heutige Turm aufgestellt wurde, stand an dieser Stelle ein Steinturm aus dem Jahr 1836. Davor gab es ein Leuchtfeuer auf Holzpfosten.

## Turm aktuell
Der rotbraune Turm aus Gusseisen stand ursprünglich am Nordseekanal als Lage Vuurtoren (deutsch niedriger Leuchtturm) der beiden Leuchttürme von IJmuiden. Die Konstruktion mit rundem Querschnitt und leicht konischem Schaft stammt aus der Feder von Quirinus Harder, dem Architekten der niederländischen Schifffahrtsbehörde für das Lotsenwesen (niederländisch Nederlands Loodswezen). Der Bau erfolgte 1878 durch die Firma D.A. Schretlen & Co aus Leiden. Weil die Höhe des Turms als Unterfeuer in IJmuiden zu groß war entschloss man sich, die oberen 10 Meter einschließlich der Laterne abzunehmen. Das gesamte Bauteil wurde 1909 nach Vlieland gebracht und auf der 42 Meter hohen Vuurboetsduin aufgestellt. Unterhalb der Laterne verfügt der Turm rundum über einen begehbaren Balkon. Eigentümer ist Rijkswaterstaat, die niederländische Behörde für den Bau und Unterhalt von Straßen und Wasserwegen.
Der Leuchtturmbetrieb ist automatisiert und ferngesteuert. Als Lichtquelle dienen seit 1973 drei Quecksilberdampflampen, die von einer ringförmigen Fresnel-Linse (Gürtellinse) umgeben sind. Das Licht leuchtet bei Nacht jeweils zwei Sekunden lang auf und pausiert danach für zwei Sekunden. Diese Kennung wird durch eine Umlaufblende erzeugt, die aufgrund ihrer Drehgeschwindigkeit das Licht für zwei Sekunden abdeckt bzw. frei gibt. Bei einer Lichtstärke von 100.000 Candela wird eine Tragweite von 20 Seemeilen (37 Kilometer) erreicht.
Seit 1980 steht der Turm als Kulturdenkmal unter Schutz als Rijksmonument und kann seit 1990 teilweise besichtigt werden. Während der Öffnungszeiten bietet ein Leuchtturmwärter im Leuchtturm Führungen an.
Vor dem Turm unterhalb der Laterne steht seit 1950 eine Aussichtsplattform auf Stelzen. Über Treppen kann die Plattform jederzeit begangen werden und ermöglicht einen weiten Blick über die Nordsee und die Insel. In dem geschlossenen Gebäudeteil können Trauungen durchgeführt werden.

## Alte Laterne
Im Jahr 1986 nahm Rijkswaterstaat eine umfangreiche Sanierung des Leuchtturms vor und ersetzte die Laterne durch eine Konstruktion aus Kunststoff. Die alte 2500 Kilogramm wiegende Laterne aus Kupfer wurde verkauft. Die Bevölkerung auf Vlieland war mit dem Verkauf nicht einverstanden und man konnte nach 25 Jahren die Laterne zurückkaufen. Seitdem steht die Lichtkuppel von vier Metern Durchmesser und einer Höhe von rund 5,50 Metern als Kiosk auf einem Minigolfplatz in Oost-Vlieland.
Standort alte Laterne 53.297° N 5.077° E

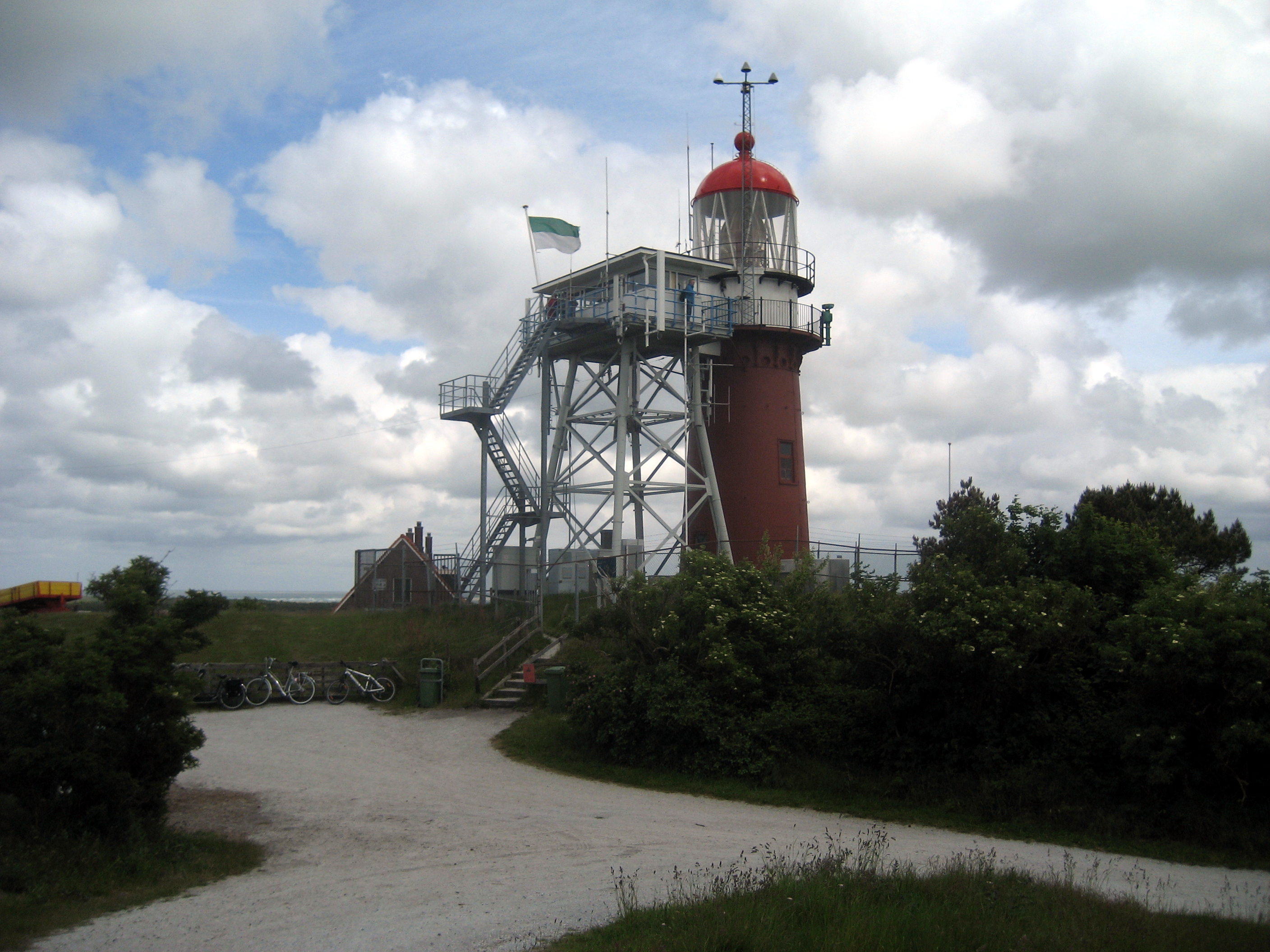
Aussichtsplattform
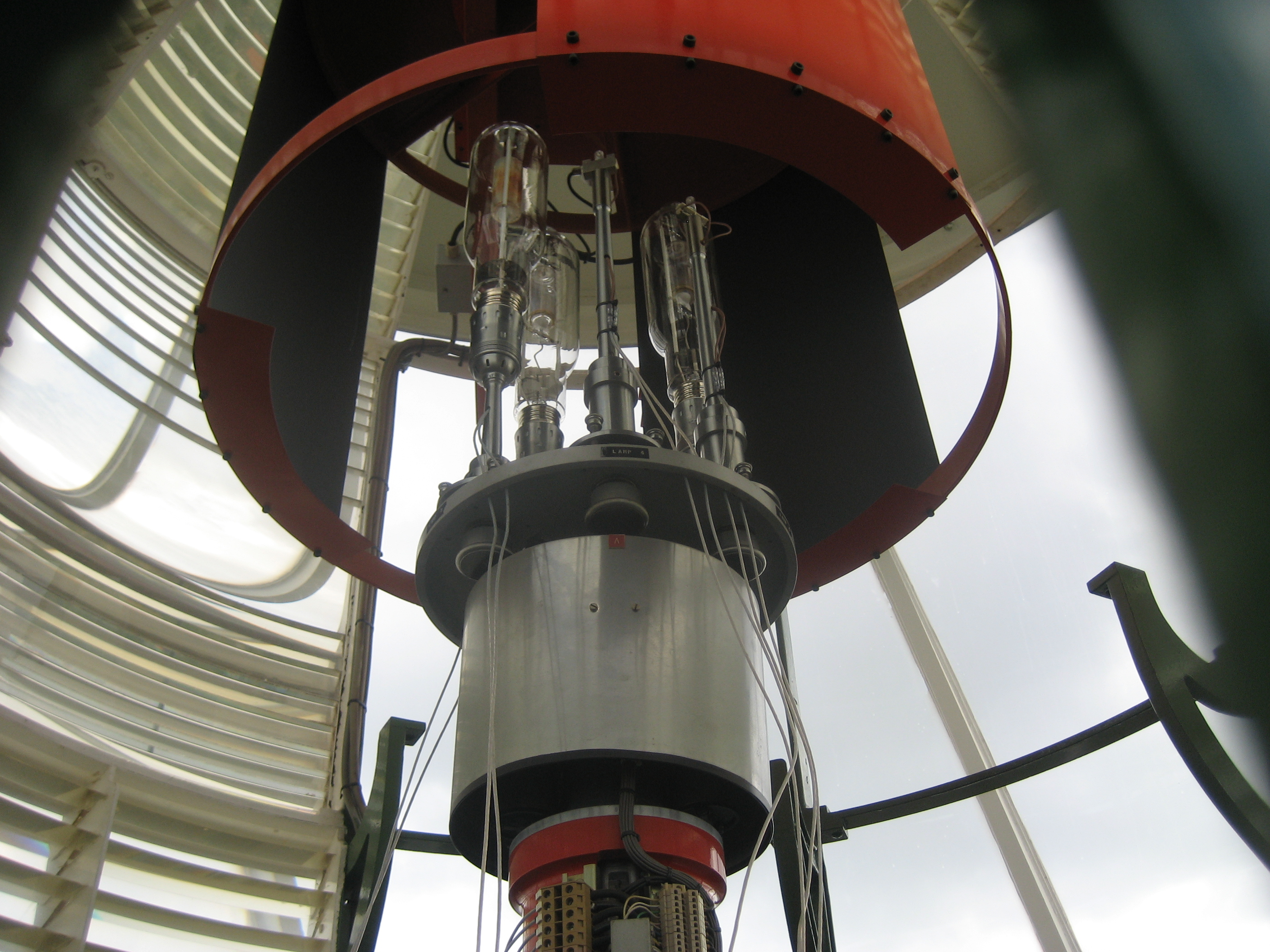
Lampen
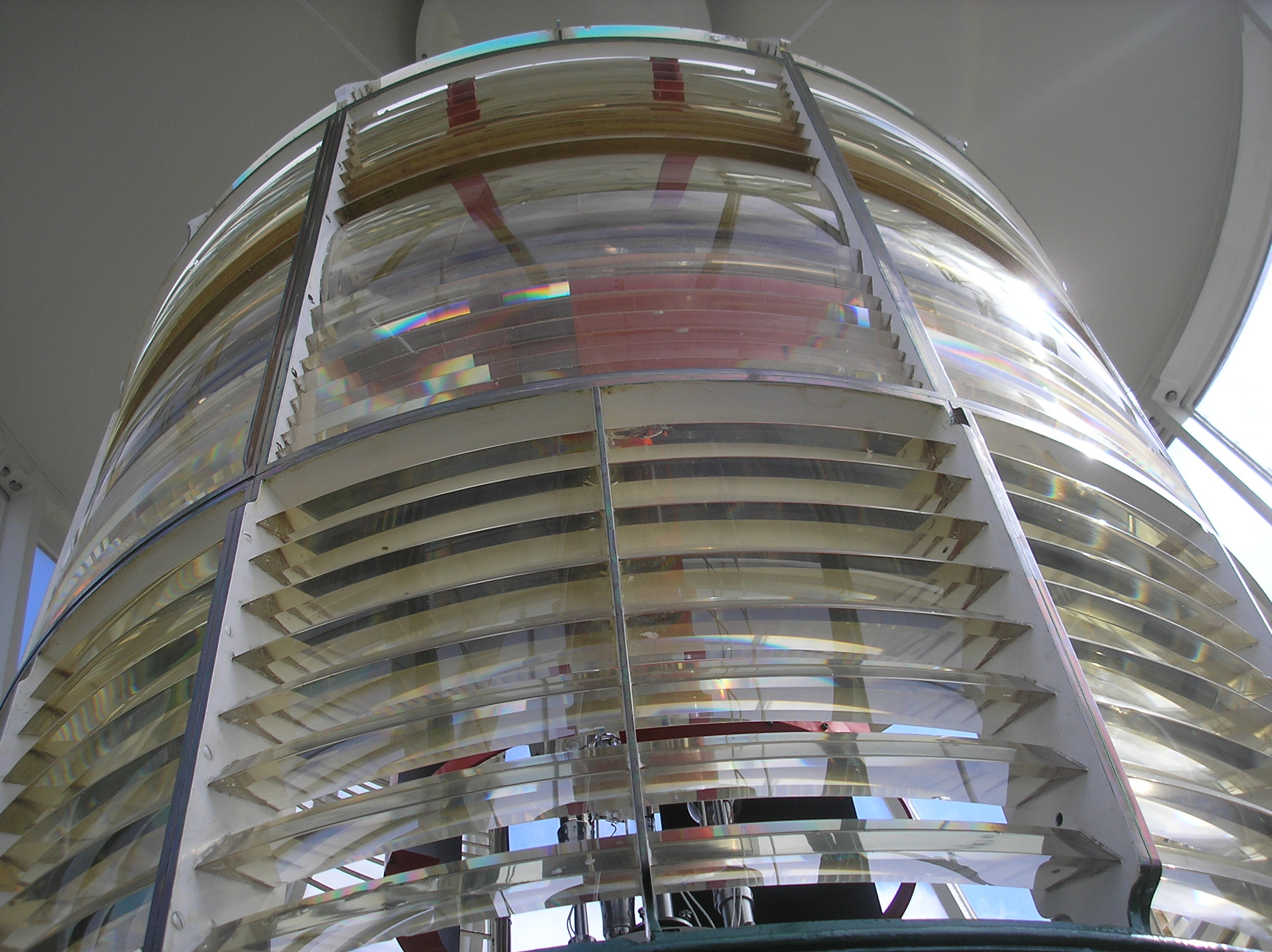
Gürtellinse